# Frozen Angels
Frozen Angels ist ein Kinodokumentarfilm aus dem Jahr 2005 von Frauke Sandig und Eric Black.

## Handlung
Der Film erzählt von Menschen in Los Angeles, die Pioniere eines neuen Zeitalters sind – Protagonisten einer Traumfabrik, die perfekt modellierte Kinder verspricht. Persönliche Geschichten von Eispenderinnen, Leihmüttern, Samenbankpräsidenten, Genforschern, Radiomoderatoren, erwachsenen Designer-Babys, unfruchtbaren Paaren und feministischen Anwältinnen fügen sich zu einer albtraumhaften Vision der Zukunft der menschlichen Reproduktion, wo sie längst begonnen hat. Der Film wurde auf dem Sundance Film Festival 2005 uraufgeführt, auf zahlreichen internationalen Filmfestivals gezeigt und unter anderem mit dem Prix du Public der Visions du Réel in Nyon ausgezeichnet.

## Kritik
Die Kritik bewertet Frozen Angels überwiegend positiv, so schreibt Thomas Assheuer in der ZEIT bezugnehmend auf die Fortpflanzungsindustrie Kaliforniens: „In der aseptischen Höflichkeit ihrer Welt gibt es immer einen Wunsch, der zu erfüllen, und eine Option, die zu nutzen ist. Frozen Angels denunziert dieses Verlangen nicht. Der brillant gedrehte Film ist vielmehr ein Meisterwerk an Nüchternheit und Distanz, und er verlässt sich allein auf die kalte Suggestion seiner Bilder.“ Ähnlich kommentiert die Welt: „Blondinen bevorzugt... Das Erschütternde an Frozen Angels ist nicht, wie absonderlich manche der Hauptfiguren sich gebärden. Sondern wie sympathisch, vertraut und natürlich sie wirken.“ Auch der Freitag sieht das Science-Fiction-artige Szenario, das im Film dargestellt wird, nah an der heutigen Realität: „Der Film stellt ein hervorragendes Essay dar zum Stand der Fortpflanzungsmöglichkeiten in Kalifornien. (…) Wo die Selektionsmöglichkeiten des genetic engineering zum Greifen nah scheinen, so dass sich bereits abzeichnet, was dabei herauskommt, wenn Eltern die Eigenschaften ihrer Kinder bestimmen: Die Welt wird blond und blauäugig werden.“ In der Frankfurter Rundschau heißt es: „Wenn der Radiomoderator und Inhaber der weltgrößten Leihmütter-Agentur Bill Handel in Frozen Angels die Segnungen der künstlichen Reproduktion preist, vermischen sich Faszination und Entsetzen.“ In den USA nach der Premiere auf dem Sundance Festival schreibt Variety einerseits: „Wenn Michael Mann jemals einen Film über Fortpflanzungstechnologien machen würde, sähe er wahrscheinlich wie Frozen Angels aus“, führt dann aber fort: „Bedauerlicherweise lenken sie (die Filmemacher) von dem zum Denken anregenden Inhalt ab, indem sie die Aufmerksamkeit auf die überhöhte Bildsprache lenken.“ Von der deutschen Kritik wird der ästhetische Stil des Films hingegen gelobt: „Eine für humanistisch denkende Zuschauer erschütternde Doku mit grandioser Bildsprache und exzellentem Schnitt“, schreibt Cinema. Und Arte: „Die beiden Dokumentarfilmer Frauke Sandig und Eric Black (…) haben mit 'Frozen Angels' über drei Jahre ein gespenstisches Puzzle zusammengesetzt, deren erzählerische Dramaturgie und Visualität sich eher an Ensemble-Spielfilmen wie Short Cuts oder Magnolia denn am Dokumentarfilm orientiert.“

## Auszeichnungen
- Prix du Public, Festival Visions de Réel in Nyon 2005[7]
- Prix Graine de Cinéphage, Frauenfilmfestival Créteil[8]
- Nominierung Grand Jury Prize, Sundance Film Festival 2005[9]
- Special Jury Mention FICCO Festival Mexico[10]
- Nominierung World TV Award Banff
- Nominierung Alfred P. Sloan Filmpreis, Sundance Int. Film Festival 2005